# PPPPPP
PPPPPP (ピピピピピピ) est un shōnen manga écrit et dessiné par Maporo 3-Gō. Il est prépublié du 18 septembre 2021 au 27 février 2023 dans le magazine Weekly Shōnen Jump, puis publié en volumes reliés par l'éditeur japonais Shūeisha. La version française est publiée par nobi nobi ! à partir de mars 2023.

## Synopsis
Lucky est le cadet d'une fratrie de sept frères et sœurs issus d'une famille d'un musicien très connu. Ces frères et sœurs, aussi surnommés les "sextuplés", sont des musiciens extrêmement brillants. Cependant Lucky, passionné par le piano, est l'unique musicien banal. Il va donc subir des maltraitances de la part de sa famille, notamment de son père, poussant sa mère à divorcer et qui pourra ainsi le soutenir dans sa passion. Seulement un jour, alors qu'il joue pour sa mère, Lucky va attirer l'attention d'un directeur d'une école de musique, convaincu qu'à travers sa musique il peut toucher le public.

## Manga
Le manga PPPPPP est dessiné par Maporo 3-Gō. La série a commencé sa publication dans le 41e numéro du Weekly Shōnen Jump publié le 18 septembre 2021. Le dernier chapitre est publié dans le 13e numéro de 2023 publié le 27 février 2023. La série est éditée sous forme de volumes reliés par Shūeisha et compte actuellement 8 tomes,. La version française est publiée par nobi nobi ! à partir du 1er mars 2023.

### Liste des volumes
| no | Japonais         | Japonais          | Français       | Français          |
| no | Date de sortie   | ISBN              | Date de sortie | ISBN              |
| --- | ---------------- | ----------------- | -------------- | ----------------- |
| 1 | 4 janvier 2022   | 978-4-08-883006-3 | 1er mars 2023  | 978-2-37-349849-3 |
| Liste des chapitres : - Chapitre 1 : ボンサイラッキー (Bonsai Rakkī) - Chapitre 2 : ライフエクスペクタンシー (Raifu Ekusupekutanshī) - Chapitre 3 : ダダモンバトル (Dadamon Batoru) - Chapitre 4 : レ (Re) - Chapitre 5 : タイタン (Taitan) - Chapitre 6 : 歓喜 (Kanki) - Chapitre 7 : 喝采 (Kassai) |                  |                   |                |                   |
| 2 | 4 avril 2022     | 978-4-08-883116-9 | 3 mai 2023     | 978-2-37-349908-7 |
| Liste des chapitres : - Chapitre 8 : すべてはラに (Subete wa Ra ni) - Chapitre 9 : ・・・ーーー・・・ - Chapitre 10 : シューティング (Shūtingu) - Chapitre 11 : スター (Sutā) - Chapitre 12 : -1P (Mainasu 1 Pī) - Chapitre 13 : レイジロウ (Reijirō) - Chapitre 14 : レッツゴ~ジャポ~ン (Rettsu Gō Japōn) - Chapitre 15 : サンキューフォービーイングボーン (Sankyū fō Bīingu Bōn) - Chapitre 16 : ミ (Mi)                                                                         |                  |                   |                |                   |
| 3 | 4 juillet 2022   | 978-4-08-883158-9 |                |                   |
| Liste des chapitres : - Chapitre 17 : エリーゼアナリーゼ (Erīze Anarīze) - Chapitre 18 : ミモ (Mimo) - Chapitre 19 : 恐ろしき開幕 (Osoroshiki Kaimaku) - Chapitre 20 : 歪みの森の不死身女王 (Yugami no Mori no Fujimi Joō) - Chapitre 21 : 悲しいね (Kanashii ne) - Chapitre 22 : 音上家 (Otogami-ke) - Chapitre 23 : 夜空に希望 (Yozora no Kibō) - Chapitre 24 : あの子供 (Ano Kodomo) - Chapitre 25 : マイフェアリーレーディー (Mai Fearī Rēdī)                                  |                  |                   |                |                   |
| 4 | 2 septembre 2022 | 978-4-08-883225-8 |                |                   |
| Liste des chapitres : - Chapitre 26 : なんてことはないあの海の日の (Nante koto wanai ano Uminohi no) - Chapitre 27 : バイユアフェアリー (Bai yua fearī) - Chapitre 28 : ミステイクが1つ (Misuteiku ga Hitotsu) - Chapitre 29 : ミーミンアナリーゼ (Mīmin Anarīze) - Chapitre 30 : 泣く王女のための喜びの (Naku Ōjo no tame no Yorokobi no) - Chapitre 31 : -2P (Mainasu 2 Pī) - Chapitre 32 : ミーミン (Mīmin) - Chapitre 33 : 音上ぶらんど (Otogami Burando) - Chapitre 34 : 4on4 |                  |                   |                |                   |
| 5 | 4 novembre 2022  | 978-4-08-883356-9 |                |                   |
| Liste des chapitres : - Chapitre 35 : ファ (Fa) - Chapitre 36 : 空は舞える (Sora wa Maeru) - Chapitre 37 : 12月21日 (Jūni-gatsu Nijūichi-nichi) - Chapitre 38 : ハッピーバースデー (Happībāsudē) - Chapitre 39 : さようならありがとう (Sayōnara Arigatō) - Chapitre 40 : 入場 (Nyūjō) - Chapitre 41 : ザンゲANDホープ (Zange ando Hōpu) - Chapitre 42 : ザンゲANDボッユボユ (Zange ando Boyyuboyu) - Chapitre 43 : トゥーラウンドツー (Tū Raundo Tsū)                              |                  |                   |                |                   |
| 6 | 4 janvier 2023   | 978-4-08-883421-4 |                |                   |
| Liste des chapitres : - Chapitre 44 : レッツゴ~ニュ~ワ~ルド (Rettsu Gō Nyū Wārudo) - Chapitre 45 : 選んで (Erande) - Chapitre 46 : ジーニアスプリンセスとフェアリークイーン (Jīniasu Purinsesu to Fearī Kuīn) - Chapitre 47 : 過渡期 (Katoki) - Chapitre 48 : ソ (So) - Chapitre 49 : テンサイラッキー (Tensai Rakkī) - Chapitre 50 : 簡単化 (Kantanka) - Chapitre 51 : ダダダダーン (Dadadadān) - Chapitre 52 : 重く重く (Omoku Omoku)                                            |                  |                   |                |                   |
| 7 | 4 avril 2023     | 978-4-08-883450-4 |                |                   |
| Liste des chapitres : - Chapitre 53 : パクるのってたのしい？ (Pakuru notte Tanoshii?) - Chapitre 54 : 理解した (Rikaishita) - Chapitre 55 : 終わり開幕 (Owari Kaimaku) - Chapitre 56 : それでも、 (Sore de mo,) - Chapitre 57 : 大切な、宝石降る遊園地 (Taisetsu na, Hōseki Furu Yūenchi) - Chapitre 58 : ファンタ (Fanta) - Chapitre 59 : 最期に少し思い出す (Saigo ni Sukoshi Omoidasu) - Chapitre 60 : フルスコア (Furusu Koa) - Chapitre 61 : テンペスト (Tenpesuto)           |                  |                   |                |                   |
| 8 | 2 mai 2023       | 978-4-08-883549-5 |                |                   |
| Liste des chapitres : - Chapitre 62 : 思考停止による思考開始 (Shikō Teishi ni Yoru Shikō Kaishi) - Chapitre 63 : 空は舞えると思えたのは (Sora wa Maeru to Omoeta no wa) - Chapitre 64 : なんでかちよつと思い出す (Nande Kachiyo Tsuto Omoidasu) - Chapitre 65 : ピースなミミメロ (Pīsu na Mimimero) |                  |                   |                |                   |

## Réception
En examinant le premier chapitre de PPPPPP, Steven Blackburn de Screen Rant a écrit que les conflits vus dans le manga sont caractéristiques des séries shōnen à succès comme Black Clover de Yūki Tabata et Naruto de Masashi Kishimoto, tout en commentant qu'il y a d'autres facteurs qui « laissent davantage présager la probabilité du succès de PPPPPP », comme l'incorporation d'éléments surnaturels ; Blackburn a également déclaré : « Dans le plus pur style shōnen, ce nouveau manga du Weekly Shōnen Jump ne fait pas appel à l'imagination du lecteur pour capturer le pouvoir de la musique ».
La série a été nommée pour le Next Manga Award de 2022 dans la catégorie manga imprimé et s'est classée 5e sur 50,.

### Sources
1. ↑  « Le Weekly Shoen Jump lance un nouveau manga : PPPPPP », sur Anime News Network, 12 septembre 2021 (consulté le 1er septembre 2022)
2. ↑  « Mapollo 3's PPPPPP Manga Ends in Shonen Jump », sur ANime News Network, 26 février 2023 (consulté le 26 février 2023).
3. ↑  « Le manga PPPPPP en librairie en mars 2023. », sur nobi nobi !, 10 novembre 2022 (consulté le 10 novembre 2022)
4. ↑  (en) « Shonen Jump's Newest Manga PPPPPP Explores Failure Through Music », sur Screen Rant, 19 septembre 2021 (consulté le 1er septembre 2022)
5. ↑  « Manga Awards 2022 : les votes sont ouverts », sur Anime News Network, 24 juin 2022 (consulté le 1er septembre)
6. ↑  « Tsugi Ni Kuru Manga Taishô 2022 : voici les résultats », sur Anime News Network, 31 août 2022 (consulté le 1er septembre 2022)

### Œuvres
Édition japonaise
1. 1 2 3  Tome 1
2. 1 2 3  Tome 8
3. 1 2  Tome 2
4. 1 2  Tome 3
5. 1 2  Tome 4
6. 1 2  Tome 5
7. 1 2  Tome 6
8. 1 2  Tome 7

Édition française
1. 1 2  Tome 1
2. 1 2  Tome 2